# Associazione Sportiva Bari 1979-1980
Questa voce raccoglie le informazioni riguardanti l'Associazione Sportiva Bari nelle competizioni ufficiali della stagione 1979-1980.

## Divise
Per la stagione in oggetto le divise del Bari sono disegnate dalla Pouchain.
| Casa | Trasferta |

## Rosa
| N. |                   | Ruolo | Calciatore         |
| -- | ----------------- | ----- | ------------------ |
| -  | Italia (bandiera) | C     | Roberto Bacchin    |
| -  | Italia (bandiera) | C     | Carmelo Bagnato    |
| -  | Italia (bandiera) | D     | Lorenzo Balestro   |
| -  | Italia (bandiera) | C     | Giuliano Belluzzi  |
| -  | Italia (bandiera) | A     | Luigi Boccasile    |
| -  | Italia (bandiera) | D     | Vincenzo Chiarenza |
| -  | Italia (bandiera) | A     | Mauro Corrieri     |
| -  | Italia (bandiera) | C     | Luigi De Rosa      |
| -  | Italia (bandiera) | D     | Angelo Frappampina |
| -  | Italia (bandiera) | D     | Stefano Garuti     |
| -  | Italia (bandiera) | A     | Luciano Gaudino    |

| N. |                   | Ruolo | Calciatore          |
| -- | ----------------- | ----- | ------------------- |
| -  | Italia (bandiera) | P     | Marcello Grassi     |
| -  | Italia (bandiera) | C     | Carmelo La Torre    |
| -  | Italia (bandiera) | A     | Giacomo Libera      |
| -  | Italia (bandiera) | C     | Livio Manzin        |
| -  | Italia (bandiera) | D     | Giuseppe Papadopulo |
| -  | Italia (bandiera) | D     | Luigi Punziano      |
| -  | Italia (bandiera) | D     | Danilo Ronzani      |
| -  | Italia (bandiera) | D     | Rosario Sasso       |
| -  | Italia (bandiera) | C     | Vincenzo Tavarilli  |
| -  | Italia (bandiera) | P     | Angelo Venturelli   |

## Risultati

### Campionato

#### Girone di andata
| 16 settembre 1979 1ª giornata | Bari | 1 – 0 | Atalanta |  |

| 23 settembre 1979 2ª giornata | Ternana | 2 – 1 | Bari |  |

| 30 settembre 1979 3ª giornata | Bari | 0 – 0 | Sambenedettese |  |

| 7 ottobre 1979 4ª giornata | SPAL | 1 – 0 | Bari |  |

| 14 ottobre 1979 5ª giornata | Bari | 1 – 0 | Lecce |  |

| 21 ottobre 1979 6ª giornata | Matera | 0 – 1 | Bari |  |

| 28 ottobre 1979 7ª giornata | Bari | 2 – 0 | Monza |  |

| 4 novembre 1979 8ª giornata | Pistoiese | 0 – 0 | Bari |  |

| 11 novembre 1979 9ª giornata | Genoa | 0 – 0 | Bari |  |

| 18 novembre 1979 10ª giornata | Bari | 1 – 1 | Cesena |  |

| 25 novembre 1979 11ª giornata | Parma | 1 – 1 | Bari |  |

| 2 dicembre 1979 12ª giornata | Bari | 2 – 0 | Taranto |  |

| 9 dicembre 1979 13ª giornata | Verona | 2 – 0 | Bari |  |

| 16 dicembre 1979 14ª giornata | Bari | 0 – 0 | Como |  |

| 23 dicembre 1979 15ª giornata | Bari | 3 – 0 | Brescia |  |

| 6 gennaio 1980 16ª giornata | Pisa | 0 – 0 | Bari |  |

| 13 gennaio 1980 17ª giornata | Bari | 2 – 2 | Lanerossi Vicenza |  |

| 20 gennaio 1980 18ª giornata | Palermo | 1 – 1 | Bari |  |

| 27 gennaio 1980 19ª giornata | Bari | 0 – 0 | Sampdoria |  |

#### Girone di ritorno
| 3 febbraio 1980 20ª giornata | Atalanta | 0 – 0 | Bari |  |

| 10 febbraio 1980 21ª giornata | Bari | 0 – 0 | Ternana |  |

| 17 febbraio 1980 22ª giornata | Sambenedettese | 2 – 1 | Bari |  |

| 24 febbraio 1980 23ª giornata | Bari | 0 – 0 | SPAL |  |

| 2 marzo 1980 24ª giornata | Lecce | 0 – 0 | Bari |  |

| 9 marzo 1980 25ª giornata | Bari | 1 – 1 | Matera |  |

| 16 marzo 1980 26ª giornata | Monza | 0 – 0 | Bari |  |

| 23 marzo 1980 27ª giornata | Bari | 2 – 2 | Pistoiese |  |

| 30 marzo 1980 28ª giornata | Bari | 1 – 0 | Genoa |  |

| 5 aprile 1980 29ª giornata | Cesena | 4 – 1 | Bari |  |

| 13 aprile 1980 30ª giornata | Bari | 1 – 0 | Parma |  |

| 20 aprile 1980 31ª giornata | Taranto | 0 – 0 | Bari |  |

| 27 aprile 1980 32ª giornata | Bari | 0 – 0 | Verona |  |

| 4 maggio 1980 33ª giornata | Como | 2 – 0 | Bari |  |

| 11 maggio 1980 34ª giornata | Brescia | 3 – 0 | Bari |  |

| 18 maggio 1980 35ª giornata | Bari | 2 – 0 | Pisa |  |

| 25 maggio 1980 36ª giornata | Lanerossi Vicenza | 3 – 0 | Bari |  |

| 1º giugno 1980 37ª giornata | Bari | 1 – 1 | Palermo |  |

| 8 giugno 1980 38ª giornata | Sampdoria | 2 – 0 | Bari |  |

## Statistiche

### Statistiche di squadra
| Competizione | Punti | In casa | In casa | In casa | In casa | In casa | In casa | In trasferta | In trasferta | In trasferta | In trasferta | In trasferta | In trasferta | Totale | Totale | Totale | Totale | Totale | Totale | DR  |
| Competizione | Punti | G       | V       | N       | P       | Gf      | Gs      | G            | V            | N            | P            | Gf           | Gs           | G      | V      | N      | P      | Gf     | Gs     | DR  |
| ------------ | ----- | ------- | ------- | ------- | ------- | ------- | ------- | ------------ | ------------ | ------------ | ------------ | ------------ | ------------ | ------ | ------ | ------ | ------ | ------ | ------ | --- |
| Serie B      | 38    | 19      | 8       | 11      | 0       | 20      | 7       | 19           | 1            | 9            | 9            | 6            | 23           | 38     | 9      | 20     | 9      | 26     | 30     | -4  |
| Coppa Italia | 1     | 2       | 0       | 1       | 1       | 0       | 1       | 2            | 0            | 0            | 2            | 1            | 8            | 4      | 0      | 1      | 3      | 1      | 9      | -8  |
| Totale       |       | 21      | 8       | 12      | 1       | 20      | 8       | 21           | 1            | 9            | 11           | 7            | 31           | 42     | 9      | 21     | 12     | 27     | 39     | -12 |

### Statistiche dei giocatori
| Giocatore      | Serie B  | Serie B | Serie B     | Serie B    | Coppa Italia | Coppa Italia | Coppa Italia | Coppa Italia | Totale   | Totale | Totale      | Totale     |
| Giocatore      | Presenze | Reti    | Ammonizioni | Espulsioni | Presenze     | Reti         | Ammonizioni  | Espulsioni   | Presenze | Reti   | Ammonizioni | Espulsioni |
| -------------- | -------- | ------- | ----------- | ---------- | ------------ | ------------ | ------------ | ------------ | -------- | ------ | ----------- | ---------- |
| R. Bacchin     | 36       | 4       | ?           | ?          | ?            | ?            | ?            | ?            | 36+      | 4+     | ?           | ?          |
| C. Bagnato     | 35       | 1       | ?           | ?          | ?            | ?            | ?            | ?            | 35+      | 1+     | ?           | ?          |
| L. Balestro    | 8        | 0       | ?           | ?          | ?            | ?            | ?            | ?            | 8+       | 0+     | ?           | ?          |
| G. Belluzzi    | 35       | 4       | ?           | ?          | ?            | ?            | ?            | ?            | 35+      | 4+     | ?           | ?          |
| L. Boccasile   | 11       | 0       | ?           | ?          | ?            | ?            | ?            | ?            | 11+      | 0+     | ?           | ?          |
| V. Chiarenza   | 37       | 3       | ?           | ?          | ?            | ?            | ?            | ?            | 37+      | 3+     | ?           | ?          |
| M. Corrieri    | 3        | 0       | ?           | ?          | ?            | ?            | ?            | ?            | 3+       | 0+     | ?           | ?          |
| L. De Rosa     | 2        | 0       | ?           | ?          | ?            | ?            | ?            | ?            | 2+       | 0+     | ?           | ?          |
| A. Frappampina | 14       | 1       | ?           | ?          | ?            | ?            | ?            | ?            | 14+      | 1+     | ?           | ?          |
| S. Garuti      | 35       | 0       | ?           | ?          | ?            | ?            | ?            | ?            | 35+      | 0+     | ?           | ?          |
| L. Gaudino     | 7        | 2       | ?           | ?          | ?            | ?            | ?            | ?            | 7+       | 2+     | ?           | ?          |
| M. Grassi      | 35       | -24     | ?           | ?          | ?            | ?            | ?            | ?            | 35+      | -24+   | ?           | ?          |
| C. La Torre    | 28       | 1       | ?           | ?          | ?            | ?            | ?            | ?            | 28+      | 1+     | ?           | ?          |
| G. Libera      | 15       | 5       | ?           | ?          | ?            | ?            | ?            | ?            | 15+      | 5+     | ?           | ?          |
| L. Manzin      | 16       | 1       | ?           | ?          | ?            | ?            | ?            | ?            | 16+      | 1+     | ?           | ?          |
| G. Papadopulo  | 11       | 0       | ?           | ?          | ?            | ?            | ?            | ?            | 11+      | 0+     | ?           | ?          |
| L. Punziano    | 36       | 0       | ?           | ?          | ?            | ?            | ?            | ?            | 36+      | 0+     | ?           | ?          |
| D. Ronzani     | 14       | 1       | ?           | ?          | ?            | ?            | ?            | ?            | 14+      | 1+     | ?           | ?          |
| R. Sasso       | 36       | 2       | ?           | ?          | ?            | ?            | ?            | ?            | 36+      | 2+     | ?           | ?          |
| V. Tavarilli   | 36       | 1       | ?           | ?          | ?            | ?            | ?            | ?            | 36+      | 1+     | ?           | ?          |
| A. Venturelli  | 5        | -6      | ?           | ?          | ?            | ?            | ?            | ?            | 5+       | -6+    | ?           | ?          |